# アフリカ連合

アフリカ連合
英語: African Union
フランス語: Union africaine 
アラビア語: الاتحاد الأفريقي
スペイン語: Unión Africana
ポルトガル語: União Africana
スワヒリ語: Umoja wa Afrika
アフリカーンス語: Afrika-unie
ドイツ語: Afrikanische Union

団結と強いアフリカ
(標語: A United and Strong Africa
フランス語: Une Afrique unie et forte）国歌:我々全員が一緒に団結して祝おう

アフリカ連合（アフリカれんごう、African Union: AU）は、アフリカ大陸に位置する55の国と地域からなる大陸連合である。これには日本国政府が承認していないサハラ・アラブ民主共和国も含まれている。
AUは、1999年9月9日にリビアのシルテで行われた『シルテ宣言』で、アフリカ連合の設立を呼びかけて発表された。2001年5月26日にエチオピアのアディスアベバで設立され、2002年7月9日に南アフリカ共和国のダーバンで発足した。
AUの目的は、1963年5月25日にアディスアベバで32の加盟国政府によって設立されたアフリカ統一機構（OAU）を発展、改組したものであり、OAUは2002年7月9日に解散した。アフリカ連合（AU）の最も重要な決定は、加盟国の首脳が年2回開催されるアフリカ連合総会で行われる。AUの事務局であるアフリカ連合委員会は、アディスアベバに本部を置いている。AU最大の都市はナイジェリアのラゴス、最大の都市集積地はエジプトのカイロである。
アフリカ連合加盟国の総人口は13億人を超え、面積は約2,900万 km2（1,100万平方マイル）で、サハラ砂漠やナイル川など世界的に有名なランドマークも含まれている。主な公用語はアラビア語、英語、フランス語、スペイン語で、ポルトガル語とスワヒリ語も広まっている。アフリカ連合内には、平和安全保障理事会や全アフリカ議会などの公的機関がある。

## 名称
- 英語ではAfrican Union（略称：AU）
- フランス語ではUnion africaine（略称：UA）
- アラビア語ではالاتحاد الأفريقي
- ポルトガル語ではUnião Africana（略称：UA）
- スペイン語ではUnion Africana（略称：UA)
- ドイツ語ではAfrikanische Union（略称：AU）
- スワヒリ語では Umoja wa Afrika

英語表記を略した "AU" は、日本でも広くアフリカ連合の略称として用いられる。
前身のアフリカ統一機構は
- 英語ではOrganization of African Unity（略称：OAU）
- フランス語ではOrganisation de l'unité africaine（略称：OUA）

であった。

## 歴史
1963年に創設されたアフリカ統一機構は、モロッコを除くアフリカ大陸の53か国（当時）全てが加入する世界最大の地域統合であったが、「統一機構」という名とは裏腹に各国間の内政不干渉を原則としており、各国で頻発する内戦やクーデターといった危機に対して有効な手段をとることができておらず、機能不全に陥っていた。また、各国間の経済統合なども遅々として進んでいなかった。こうした状況に一石を投じたのが、1991年に締結されたアブジャ条約である。この条約では、アフリカ各国は2028年までに大陸統一通貨「アフロ」を導入し、アフリカ経済共同体（AEC）を創設することが謳われた。これによりアフリカ大陸が経済統合の方向に向かう中、より一層のアフリカ大陸の統合を進めるために新しい機構の創設が求められるようになった。
こうしたなか、アフリカ統一機構により強い権限を持たせ、政治・経済的統合を進めて最終的に欧州連合的な形態にアフリカ大陸を持っていくことを目的として、旧統一機構をアフリカ連合へと改組することを提案したのが、リビアの最高指導者だったムアンマル・アル＝カッザーフィーであった。カッザーフィーは1997年以降、外交の重心を急速にアラブ世界からアフリカへと転換させており、1999年9月のスルトにおけるOAU首脳会談においてAUへの移行がリビアによって正式提案された。この提案は各国に受け入れられ、アフリカ統一機構からアフリカ連合への移行のため、2000年7月のロメOAU首脳会議でアフリカ連合制定法（アフリカ連合を創設するための条約）が採択され、各国の批准を待って、2001年に発効した。2002年7月のダーバン首脳会議を経て、アフリカ連合は正式に発足した。
アフリカ連合は、アフリカの一層高度な政治的・経済的統合の実現及び紛争の予防解決への取組強化のため発足した地域統合体である。アフリカ諸国と諸国民間の一層の統一性及び連帯性の強化、アフリカの政治的経済的社会的統合の加速化、アフリカの平和と域内紛争や独裁政治の根絶、安全保障及び安定の促進、民主主義原則と国民参加統治の促進、持続可能な開発の促進、教育及び科学等での協力、グローバリゼーション時代におけるアフリカ諸国の国際的な地位向上、等を目指している。また、欧州連合（EU）をモデルとした地域統合を目標に掲げており、将来的には統一した国家へ発展させ、アフリカ合衆国を創ることも視野に入れている。
2001年にはアフリカ開発のための新パートナーシップ（NEPAD）を採択し、アフリカ大陸の開発のための指針を表明した。また、これに基づいて、各国が加盟国のガバナンスなどの状況を審査するアフリカン・ピア・レビュー・メカニズム（アフリカにおける相互審査システム、APRM）が創設され、2005年にはガーナの、2006年にはルワンダの報告書が作成された。

## 組織
欧州連合（EU）をモデルに統合を進めているため、政治機構にはいくつか類似する点もある。前身であるアフリカ統一機構（OAU）との大きな違いは、アフリカ統一機構が内政不干渉を原則として戦争や人権侵害を防止できなかったことで「独裁者クラブ」と批判されてきたのに対して、相互監視のため「平和安全保障委員会」を創設した所であり、それにより平和維持活動が可能になった。本部は、エチオピアの首都アディスアベバに設置されている。エチオピアは、紀元前1000年頃には既に国家が形成されていたとされ、エジプトと並ぶアフリカ最古の独立国家である。ブラックアフリカの先導的立場から1963年以降アフリカ統一機構の本部が置かれ、初代議長はエチオピア皇帝ハイレ・セラシエ1世であり、最初の事務局長もエチオピア人のキフレ・ウォダジョが選ばれた（正式な初代事務局長はギニアのディアロ・テリ）。
アフリカ連合は国際連合から法人格を認められた機関である。国連総会をはじめ、国連のあらゆる会議では一国一票制が採られているが、アフリカ連合は、各加盟国が協調して1つの意見を発することで大きな発言力を持っている。
総会（加盟国政府首脳会議）
最高決定機関。毎年1回開催だったが、2005年より毎年2回開催されるようになった。毎年2月初めにある会議で議長（任期1年）を加盟国首脳の中から多数決で選出する。一般政策を決定する。総会で、委員会の委員（任期4年間）及び AU委員会委員長（任期4年間）を決定する。
閣僚執行理事会
各国外相など閣僚により構成。少なくとも年2回開催。政策の調整、首脳会議での議題準備などを行う。
常駐代表者会
各国の常駐代表（大使級に相当）で構成。随時開催。閣僚執行理事会の委員会への諮問機関。閣僚執行理事会への議題準備等を行う。
AU委員会（機構改革により、AU機構に変更予定）
委員長、副委員長（1人）を含む7人の委員で構成する。それぞれの任期は4年。委員長を除く各委員がそれぞれ一つの「大臣職」を務める。「大臣職」としては、一例として、経済開発、協力・統合、社会問題・ジェンダー、科学・技術、総務・財務、情報・通信・資源活用、政務が挙げられている。
委員長は対外的には AUの代表者であり、政策執行機関（行政機関）である委員会のトップである。政策・法案を提案し、決定事項を執行するなどOAU事務局の機能を大幅に補強・増大する。欧州連合の欧州委員長に相当する。
OAU時代にはテクノクラートが就任する職であったが、2003年にマリ共和国の前大統領であるアルファ・ウマル・コナレが就任し、2008年まで5年間その職にあった。その後、委員長はガボンのジャン・ピンが2012年まで務め、2012年には前身のOAU時代から通算して初の女性委員長である南アフリカのヌコサザナ・クラリス・ドラミニ＝ズマが選出された。2017年にはチャドの元首相ムーサ・ファキが就任した。
2009年7月に開催される首脳会議以降に新機構が発足する見通し。新機構には、今のAU委員会委員長の職に代わり、常任議長と副議長を置く。現在の委員は、各政策分野ごとの長官としての役職に振り分けられる。
専門技術委員会
- 農村経済及び農業事項に関する委員会
- 通貨及び金融に関する委員会
- 貿易・関税・移住に関する委員会
- 輸送・通信・観光に関する委員会
- 産業・科学技術・エネルギー・天然資源・環境に関する委員会
- 保健・労働・社会事項に関する委員会
- 教育・文化・人的事項に関する委員会

担当大臣または政府高官が出席。プロジェクトを作成し、閣僚執行理事会に提出。
経済・社会・文化理事会 - 諮問機関
2005年3月に設置された。
全アフリカ議会（RAP）
2004年に設置され、229人の議員からなり（各加盟国からの5名ずつ）、南アフリカに所在する。ただし、設置から5年（2009年まで）の間に関しては、加盟国への勧告権限のみしかない。今後、アフリカの民主主義の発展に関して重要な機関であるとして国際社会からの期待が高い。
裁判所（構想中、未設置）
金融機関（構想中、未設置）
アフリカ連合は、大陸全体の経済統合を主目的の一つに掲げており、このためのステップとして、1991年にアブジャ条約が締結された。この条約ではまずアフリカ大陸の地域ごとに経済共同体を創設することが定められ、西アフリカ諸国経済共同体（ECOWAS）、中部アフリカ諸国経済共同体（ECCAS）、東アフリカ共同体（EAC）、南部アフリカ開発共同体（SADC）、アラブ・マグレブ連合（AMU）、東南部アフリカ市場共同体（COMESA）といった既存の地域統合に加え、1996年の政府間開発機構（IGAD）、1998年のサヘル・サハラ諸国国家共同体（CEN-SAD）の創設をもって完了した。次いで各共同体内での協力体制、ならびに貿易障壁の撤廃を2007年までに完了させることが謳われているものの、協力体制こそ構築は完了したものの貿易障壁の撤廃に関してはいくつかの共同体でいまだ完了していない。その後、2017年までに各共同体を自由貿易圏・関税同盟化し、2019年には各共同体を統合してアフリカ大陸全土を自由貿易圏・関税同盟化、2023年には大陸全域の共通市場創設、最終的には2028年までに大陸統一通貨を導入し、アフリカ経済共同体（AEC)を創設することを目指している。また、カッザーフィーはアフリカ連合創設の際、経済統合を早める目的でアフリカ中央銀行、アフリカ通貨基金、アフリカ投資銀行の3つの機関の設立を提案した。

平和・安全保障委員会
15か国で構成し、再選可で任期3年（5か国）と再選不可で任期2年（10か国）の2種類。アフリカを東西南北および中央に分け、各地域から1国ずつが3年任期の委員国となる。
2004年5月に発足した。域内での虐殺行為や戦争犯罪の抑止を目指す。前身のOAUが各国主権を尊重するあまり紛争解決に力を発揮できなかった反省から、AU創設規約は加盟国への介入を可能にし、そのために平和・安全保障委員会が設置されることとなり、常設平和維持軍 (African Standby Force) の設置も計画されているが、2003年に計画が承認されたのちも設置は遅々として進んでいない。このため、2013年5月には常設平和維持軍創設までの間緊急の出動に対応できる緊急部隊を創設することを発表した。
アフリカ人権裁判所
2006年7月3日、『人及び人民の権利に関するアフリカ憲章』（アフリカ人権憲章） (African Charter on Human and Peoples' Rights) の法的保障を目的に、アフリカ人権裁判所を発足させた。同裁判所はアフリカ統一機構（OAU）時代の1988年に設置が決まっていたもので、タンザニアのアルーシャに本部を置き、政府が行った人権侵害などの不法行為について国際条約、国際法に基づいて判断を下す。同裁判所には国家、アフリカ人権委員会、AU機関だけでなく、アフリカに関連するNGOも提訴が出来る（ただし、NGOについては、その管轄権を受諾する宣言を行った国のみが対象となる）。2日までにガンビアの首都バンジュールで開催されていたAU首脳会議で判事に就任するアフリカ法律専門家11人が、アフリカ人権憲章への宣誓を行った。

## 本部
アフリカ連合の本部は、前身のアフリカ統一機構創設以来エチオピアの首都アディスアベバに置かれている。2012年1月28日、アディスアベバにて地上99.9m（スルトで創設の決まった1999年9月9日に因む）、20階建ての新本部ビルが完成し、落成式には中国系アフリカ人でもあるジャン・ピンAU委員長らが出席した。アディスアベバで最も高いビルとなった。建設費は2006年の中国・アフリカ協力フォーラムで建設支援を表明した中国政府の全額負担（約2億ドル）で設計は同済大学と中国建築設計研究院が担当し、中国建築股份有限公司が請け負って労働者は中国人とエチオピア人の半々で殆どの建築材料は中国から運ばれた。本部前にはクワメ・エンクルマ像とハイレ・セラシエ1世像が建てられている。跡地となった旧アフリカ統一機構本部の隣の刑務所アレム・ベカグンはかつてのエチオピア帝国時代やイタリア領東アフリカ帝国時代、社会主義軍事政権時代の人権弾圧の象徴だったため、建設当時はエチオピア国内で物議を醸した。また、エチオピア政府やアフリカ連合は否定したものの、ファーウェイなど中国企業によって設置された本部の通信設備やコンピュータシステムを通じて中国が諜報活動を行ってるとする疑惑をフランス『ル・モンド』紙に報じられて波紋を呼んだこともある。本部に隣接する形でアフリカとアラブ世界で最も裕福な資産家の一人であるサウジアラビア系エチオピア人のモハメド・アル・アムディによってアディスアベバ初の7つ星ホテルでアフリカ各国首脳の泊まる「アフリカ連合グランドホテル」も建設された。

## 加盟国
アフリカの全ての独立国家が加盟。加盟国は発足時に53か国に上り、この時点で既に世界最大の地域機関だった。2011年7月9日に南スーダンが独立して即時加盟したことにより加盟国は54ヶ国に達し、2017年1月31日にモロッコが再加入したことにより加盟国は55ヶ国となった。加盟国の中で、西サハラの独立派武装組織ポリサリオ戦線が樹立した亡命政府サハラ・アラブ民主共和国（SADR） （西サハラ）は、日本政府が国家の承認をしていない地域である。ソマリアから一方的に独立を主張するソマリランドは、アフリカ連合加盟国からも国家承認されておらず、非加盟である。
また、アフリカ統一機構時代とは違い、クーデターなど正規の手続きによらない政権交代には厳しい態度を示し、加盟国の資格停止を行うことが多い。近年では、2008年の1月31日から2月2日までアディスアベバで開かれた首脳会議の後、会見で議長は、チャドの反政府勢力による新政府が樹立しても加盟は承認しないという考えを示した（結局は政府側が勝利し、クーデターは失敗）。2009年1月のマダガスカル・クーデターによって成立したアンドリー・ラジョエリナ政権を認めず、加盟資格を停止した。また、2012年3月に発生したマリ軍事クーデターにおいてもマリ共和国の加盟資格を停止し、同年4月のギニアビサウ・クーデターにおいても同様の措置を取った。一方で2011年のリビア内戦では、リビアの事実上の指導者だったカダフィ大佐がアフリカ連合の有力者であり、また石油の富を背景に加盟各国の援助を積極的に行っていたことや欧米に対する強硬な姿勢などから旧政府支持の国家も多く、連合としてどちらかの政権を支援するということはなかった。北大西洋条約機構（NATO）軍の空爆に対しては反対の立場を明確にし、カダフィ政権とリビア国民評議会との調停にたったが失敗に終わった。2012年8月22日に反政府軍が首都トリポリを制圧したのちもアフリカ連合は新政府を承認せず、結局承認は国際連合が9月16日に承認したのちの9月20日となった。2019年4月にスーダンで発生した軍事クーデターでは、軍部とデモ隊の衝突が発生したことを機に、2019年9月6日に民政移管されるまで資格停止処分とされた。

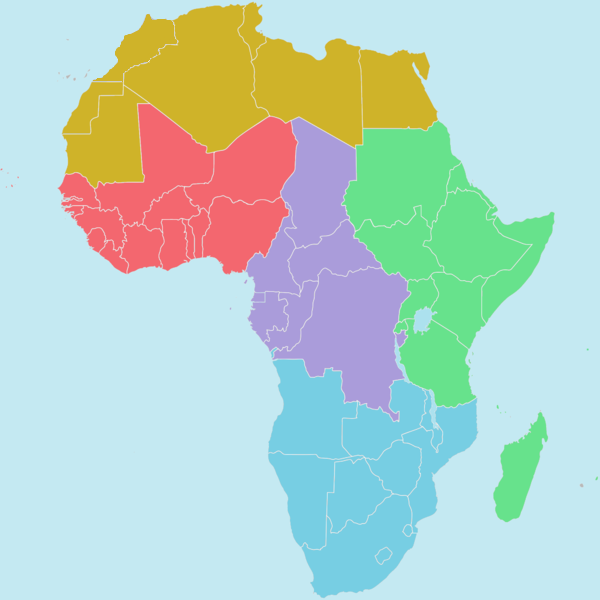
アフリカ連合の地域

| - アルジェリア - アンゴラ - ベナン - ボツワナ - ブルキナファソ（資格停止中） - ブルンジ - カーボベルデ - カメルーン - チャド - コモロ - 中央アフリカ共和国 - コートジボワール - コンゴ民主共和国 - ジブチ | - エジプト - ガボン - 赤道ギニア - エリトリア - エスワティニ - エチオピア - ガンビア - ガーナ - ギニア（資格停止中） - ギニアビサウ - ケニア - レソト - リベリア - リビア | - マダガスカル - モロッコ - マラウイ - マリ（資格停止中） - モーリタニア - モーリシャス - モザンビーク - ナミビア - ナイジェリア - ニジェール（資格停止中） - コンゴ共和国 - ルワンダ - サハラ・アラブ民主共和国（西サハラ） - サントメ・プリンシペ | - セネガル - セーシェル - シエラレオネ - ソマリア - 南アフリカ共和国 - 南スーダン - スーダン（資格停止中） - タンザニア - トーゴ - チュニジア - ウガンダ - ザンビア - ジンバブエ |

### 加盟資格停止国
2025年5月現在、5か国の加盟資格が停止となっている。いずれもクーデターによる非正規な政権交代が原因となっている。
- マリ - 2021年6月1日より、2021年5月軍事クーデター（英語版）による[35]
- ギニア - 2021年9月10日より、2021年9月軍事クーデターによる[36]
- スーダン - 2021年10月27日より、2021年10月軍事クーデターによる[37]
- ブルキナファソ - 2022年1月31日より、2022年1月軍事クーデターによる[38]
- ニジェール - 2023年8月22日より、2023年7月軍事クーデターによる[39]。

過去の資格停止国
かつて資格停止を受けていた国の一覧。国、期間、原因となった出来事の順に列挙する。「クーデター認定」は、アフリカ連合がクーデターとして認定した政変である。
- ブルキナファソ（2015年9月18日[40] - 9月26日[41]、2015年クーデター。2022年1月より再度停止中）
- 中央アフリカ共和国（2013年3月25日[42] - 2016年4月6日[43]、反政府勢力セレカによるフランソワ・ボジゼ政権の崩壊 (クーデター認定)）
- エジプト（2013年7月5日[44] - 2014年6月17日[45]、2013年の政変 (クーデター認定)）
- ギニア（2008年12月23日 - 2010年12月8日[46]、2008年クーデター。2021年9月より再度停止中）
- ギニアビサウ（2012年4月17日[47] - 2014年6月17日[45]、2012年クーデター（英語版））
- コートジボワール（2010年12月8日[46] - 2011年、2010年政治危機）
- スーダン（2019年6月6日 - 9月6日、ハルツームの虐殺（英語版）など軍部と市民の衝突。2021年10月より再度停止中）
- トーゴ（2005年2月25日[48] - 4月、憲法の規定に反したフォール・ニャシンベの大統領就任宣言 (クーデター認定)）
- ニジェール（2010年2月19日[49] - 2011年3月16日[50]、2010年クーデター。2023年8月より再度停止中）
- マダガスカル（2009年3月20日 - 2014年1月27日[51]、2009年政治危機 (クーデター認定)）
- マリ（によって2012年3月23日 - 2013年10月、2012年クーデター。2020年8月19日[52] - 10月8日[53]、2020年クーデター。2021年6月より再度停止中）
- モーリタニア（2005年8月[54] - 2007年[55]、2005年クーデター（英語版）。2008年8月9日[56] - 2009年7月1日[57]、2008年クーデター（英語版））
- ガボン（2023年8月31日[58] - 2025年4月30日[59]、2023年8月軍事クーデターによる）

### オブザーバー国
- ハイチ – 2012年よりオブザーバーメンバーとなる[60]。
- カザフスタン – 2013年11月14日よりオブザーバーメンバーとなる[61]。
- ラトビア – 2012年よりオブザーバーメンバーとなる[62]。
- リトアニア – 2013年よりオブザーバーメンバーとなる[63]。
- パレスチナ – アフリカ連合第21回サミットでオブザーバーの地位を与えられた[64]。
- セルビア – オブザーバーメンバー[65][66][67]。
- トルコ – 2005年よりオブザーバーメンバーとなる[68]。
- イスラエル – パレスチナ問題を理由にリビアのカダフィ政権が反イスラエルを掲げ、2002年にオブザーバー資格を喪失。イスラエル政府が2021年7月22日、オブザーバー資格を認められたと発表[69]。2023年2月、オブザーバー資格が凍結された[70]。

### モロッコの一時脱退と再加入
モロッコは、アフリカ連合の前身アフリカ統一機構（OAU）に西サハラが加入したことに反対して1984年11月にOAUを脱退した後、2002年のAU発足時にもアフリカ唯一の非参加国となった。モロッコは西サハラに対する領有権の主張は変えていないものの、2016年7月17日、国王ムハンマド6世がAUへの復帰を表明。9月には加盟申請を行ったことを明らかにした。2017年1月31日、エチオピアの首都アディスアベバで開かれた首脳会議でモロッコの再加入が承認された。

## 経済
AUの将来的な目標は、自由貿易圏、関税同盟、単一市場、中央銀行、共通通貨（アフリカ通貨同盟参照）を創設し、経済通貨同盟を確立することである。現在の計画では、2023年までに単一通貨を持つアフリカ経済共同体を設立することになっている。

### 指標
AU加盟国の面積、人口、経済生産高、所得格差などの各種データのほか、人間開発、国家の存続可能性、腐敗の認識、経済的自由、平和の状態、報道の自由、民主主義の水準などの各種指標を示している。
| 国                   | 面積 (km2) 2015 | 人口 2018     | GDP (PPP) (Intl. $) 2015 | GDP (PPP) per capita (Intl. $) 2015 | HDI 2014 | FSI 2016 | CPI 2016 | IEF 2016 | GPI 2016 | WPFI 2016 | DI 2016  |
| -------------------- | --------------- | ------------- | ------------------------ | ----------------------------------- | -------- | -------- | -------- | -------- | -------- | --------- | -------- |
| アルジェリア         | 2,381,741       | 42,228,408    | 548,293,085,686          | 13,823                              | 0.736    | 78.3     | 34       | 50.06    | 2.21     | 41.69     | 3.56     |
| アンゴラ             | 1,246,700       | 30,809,787    | 173,593,223,667          | 6,938                               | 0.532    | 90.5     | 18       | 48.94    | 2.14     | 39.89     | 3.40     |
| ウガンダ             | 200,520         | 42,729,036    | 67,856,334,117           | 1,738                               | 0.483    | 97.7     | 25       | 59.26    | 2.15     | 32.58     | 5.26     |
| エジプト             | 1,010,407       | 98,423,598    | 1,173,000,000,000        | 10,250                              | 0.69     | 90.2     | 34       | 55.96    | 2.57     | 54.45     | 3.31     |
| エスワティニ         | 17,200          |               | 10,452,834,007           | 8,122                               | 0.531    | 87.6     | 該当なし | 59.65    | 2.07     | 52.37     | 3.03     |
| エチオピア           | 1,104,300       | 109,224,414   | 152,057,290,468          | 1,530                               | 0.442    | 97.2     | 34       | 51.52    | 2.28     | 45.13     | 3.60     |
| エリトリア           | 101,000         | 3,452,786     | 8,845,000,000 b          | 600 b                               | 0.391    | 98.6     | 18       | 42.7     | 2.46     | 83.92     | 2.37     |
| ガーナ               | 227,540         | 29,767,102    | 108,393,071,924          | 3,955                               | 0.579    | 71.2     | 43       | 63.00    | 1.81     | 17.95     | 6.75     |
| カーボベルデ         | 4,030           | 543,767       | 3,205,197,585            | 6,158                               | 0.646    | 71.5     | 59       | 66.46    | 該当なし | 19.82     | 7.94     |
| ガボン               | 257,670         | 2,119,275     | 32,539,376,597           | 18,860                              | 0.684    | 72       | 35       | 58.96    | 2.03     | 32.20     | 3.74     |
| カメルーン           | 472,710         | 25,216,267    | 68,302,439,597           | 2,926                               | 0.512    | 97.8     | 26       | 54.18    | 2.36     | 40.53     | 3.46     |
| ガンビア             | 10,120          | 2,280,094     | 3,140,820,062            | 1,578                               | 0.441    | 86.8     | 26       | 57.14    | 2.09     | 46.53     | 2.91     |
| ギニア               | 245,720         | 12,414,293    | 14,316,884,358           | 1,135                               | 0.411    | 103.8    | 27       | 53.33    | 2.15     | 33.08     | 3.14     |
| ギニアビサウ         | 28,120          | 1,874,303     | 2,521,743,682            | 1,367                               | 0.42     | 99.8     | 16       | 51.81    | 2.26     | 29.03     | 1.98     |
| ケニア               | 569,140         | 51,392,565    | 133,592,522,053          | 2,901                               | 0.548    | 98.3     | 26       | 57.51    | 2.38     | 31.16     | 5.33     |
| コートジボワール     | 318,000         | 25,069,230    | 74,916,780,423           | 3,300                               | 0.462    | 97.9     | 34       | 60.01    | 2.28     | 30.17     | 3.81     |
| コモロ               | 1,861           | 832,322       | 1,098,546,195            | 1,393                               | 0.503    | 83.8     | 24       | 52.35    | 該当なし | 24.33     | 3.71     |
| コンゴ共和国         | 341,500         | 5,244,359     | 27,690,345,067           | 5,993                               | 0.591    | 92.2     | 20       | 42.80    | 2.25     | 35.84     | 2.91     |
| コンゴ民主共和国     | 2,267,050       | 84,068,091    | 56,920,935,460           | 300                                 | 0.433    |          | 21       | 46.38    | 3.11     | 50.97     | 1.93     |
| サントメ・プリンシペ | 960             | 211,028       | 575,391,345              | 3,023                               | 0.555    | 72.9     | 46       | 56.71    | 該当なし | 該当なし  | 該当なし |
| ザンビア             | 743,390         | 17,351,708    | 58,400,082,027           | 3,602                               | 0.586    | 86.3     | 38       | 58.79    | 1.78     | 35.08     | 5.99     |
| シエラレオネ         | 72,180          | 7,650,150     | 9,511,431,824            | 1,474                               | 0.413    | 91       | 30       | 52.31    | 1.81     | 29.94     | 4.55     |
| ジブチ               | 23,180          | 958,923       | 2,911,406,226            | 3,279                               | 0.47     | 89.7     | 30       | 55.96    | 2.29     | 70.90     | 2.83     |
| ジンバブエ           | 386,850         | 14,438,802    | 26,180,942,292           | 500                                 | 0.509    | 100.5    | 22       | 38.23    | 2.32     | 40.41     | 3.05     |
| スーダン             | 1,886,086       | 41,801,533    | 165,813,461,495          | 4,121                               | 0.479    | 111.5    | 14       | 該当なし | 3.27     | 72.53     | 2.37     |
| セーシェル           | 460             | 97,096        | 2,384,515,771            | 25,525                              | 0.772    | 60.2     | 該当なし | 62.2     | 該当なし | 30.60     | 該当なし |
| セネガル             | 192,530         | 15,854,323    | 34,398,281,018           | 2,274                               | 0.466    | 83.6     | 45       | 58.09    | 1.98     | 27.99     | 6.21     |
| ソマリア             | 627,340         | 15,008,226    | 5,900,000,000 c          | 600 c                               | 該当なし | 114      | 10       | 該当なし | 3.41     | 65.35     | 該当なし |
| タンザニア           | 885,800         | 56,313,438    | 130,297,806,032          | 2,510                               | 0.521    | 81.8     | 32       | 58.46    | 1.90     | 28.65     | 5.76     |
| チャド               | 1,259,200       | 15,477,729    | 28,686,194,920           | 2,044                               | 0.392    | 110.1    | 20       | 46.33    | 2.46     | 40.59     | 1.50     |
| チュニジア           | 155,360         | 11,565,201    | 121,200,025,401          | 10,770                              | 0.721    | 74.6     | 41       | 57.55    | 1.95     | 31.60     | 6.40     |
| トーゴ               | 54,390          | 7,889,093     | 10,018,697,437           | 1,372                               | 0.484    | 85.8     | 32       | 53.64    | 1.95     | 30.31     | 3.32     |
| ナイジェリア         | 910,770         | 195,874,685   | 1,168,000,000,000        | 5,639                               | 0.514    | 103.5    | 28       | 57.46    | 2.88     | 35.90     | 4.50     |
| ナミビア             | 823,290         | 2,448,301     | 24,043,436,006           | 9,778                               | 0.628    | 71.1     | 52       | 61.85    | 1.87     | 15.15     | 6.31     |
| ニジェール           | 1,266,700       | 22,442,831    | 17,857,377,171           | 897                                 | 0.348    | 98.4     | 35       | 54.26    | 2.24     | 24.62     | 3.96     |
| ブルキナファソ       | 273,600         | 19,751,466    | 28,840,666,622           | 1,593                               | 0.402    | 89.4     | 42       | 59.09    | 2.06     | 22.66     | 4.70     |
| ブルンジ             | 25,680          | 11,175,374    | 7,634,578,343            | 300                                 | 0.4      | 100.7    | 20       | 53.91    | 2.50     | 54.10     | 2.40     |
| ベナン               | 112,760         | 11,485,044    | 21,016,184,357           | 1,932                               | 0.48     | 78.9     | 36       | 59.31    | 2.00     | 28.97     | 5.67     |
| ボツワナ             | 566,730         | 2,254,068     | 33,657,545,969           | 14,876                              | 0.698    | 63.5     | 60       | 71.07    | 1.64     | 22.91     | 7.87     |
| マダガスカル         | 581,800         | 26,262,313    | 33,354,200,458           | 1,376                               | 0.51     | 84.2     | 26       | 61.06    | 1.76     | 27.04     | 5.07     |
| マラウイ             | 94,280          | 18,143,217    | 19,137,290,349           | 1,112                               | 0.445    | 87.6     | 31       | 51.8     | 1.82     | 28.12     | 5.55     |
| マリ                 | 1,220,190       | 19,077,749    | 33,524,899,739           | 1,905                               | 0.419    | 95.2     | 32       | 56.54    | 2.49     | 39.83     | 5.70     |
| モーリシャス         | 2,030           | 1,267,185     | 23,817,914,134           | 18,864                              | 0.777    | 43.2     | 54       | 74.73    | 1.56     | 27.69     | 8.28     |
| モーリタニア         | 1,030,700       | 4,403,313     | 16,190,000,000 b         | 4,400 b                             | 0.506    | 95.4     | 27       | 54.8     | 2.30     | 24.03     | 3.96     |
| モザンビーク         | 786,380         | 29,496,004    | 31,326,751,237           | 1,120                               | 0.416    | 87.8     | 27       | 53.19    | 1.96     | 30.25     | 4.02     |
| モロッコ             | 446,300         | 36,029,093    | 257,398,957,178          | 7,365                               | 0.628    | 74.2     | 37       | 61.27    | 2.09     | 42.64     | 4.77     |
| リビア               | 1,759,540       | 6,678,559     | 94,010,000,000 b         | 14,900 b                            | 0.724    | 96.4     | 14       | 該当なし | 3.20     | 57.89     | 2.25     |
| リベリア             | 96,320          | 4,818,973     | 3,533,313,381            | 500                                 | 0.43     | 95.5     | 37       | 52.19    | 2.00     | 30.71     | 5.31     |
| ルワンダ             | 24,670          | 1,230,197     | 19,216,033,048           | 1,655                               | 0.483    | 91.3     | 54       | 63.07    | 2.32     | 54.61     | 3.07     |
| レソト               | 30,360          | 2,108,328     | 5,914,437,068            | 2,770                               | 0.497    | 80.9     | 39       | 50.62    | 1.94     | 28.78     | 6.59     |
| 中央アフリカ共和国   | 622,980         | 4,666,368     | 2,847,726,468            | 581                                 | 0.35     | 112.1    | 20       | 45.23    | 3.35     | 33.60     | 1.61     |
| 南アフリカ           | 1,213,090       | 57,792,518    | 742,461,000,000          | 12,393                              | 0.666    | 69.9     | 45       | 61.9     | 2.32     | 21.92     | 7.41     |
| 南スーダン           | 619,745         | 10,975,927    | 21,484,823,398           | 1,741                               | 0.467    | 113.8    | 11       | 該当なし | 3.59     | 44.87     | 該当なし |
| 西サハラ             | 266,000         | 567,402       | 906,500,000 d            | 2,500                               | 該当なし | 該当なし | 該当なし | 該当なし | 該当なし | 該当なし  | 該当なし |
| 赤道ギニア           | 28,050          | 1,308,975     | 32,317,928,931           | 38,243                              | 0.587    | 85.2     | 該当なし | 43.67    | 1.94     | 66.47     | 1.70     |
| アフリカ連合         | 30,370,000      | 1,275,920,972 | 5,457,724,064,668        | 4,602                               | 0.524d   | 88.99 d  | 31.51 d  | 55.55 d  | 2.27     | 37.89     | 4.30     |
| 国                   | 面積 (km2) 2015 | 人口 2018     | GDP (PPP) (Intl. $) 2015 | GDP (PPP) per capita (Intl. $) 2015 | HDI 2014 | FSI 2016 | CPI 2016 | IEF 2016 | GPI 2016 | WPFI 2016 | DI 2016  |

## 歴代の総会議長
| 代 | 総会議長 | 総会議長                               | 就任日        | 退任日        | 出身国           |
| -- | -------- | -------------------------------------- | ------------- | ------------- | ---------------- |
| 1  |          | タボ・ムベキ                           | 2002年7月9日  | 2003年7月10日 | 南アフリカ共和国 |
| 2  |          | ジョアキン・アルベルト・シサノ         | 2003年7月10日 | 2004年7月6日  | モザンビーク     |
| 3  |          | オルシェグン・オバサンジョ             | 2004年7月6日  | 2006年1月24日 | ナイジェリア     |
| 4  |          | ドニ・サスヌゲソ                       | 2006年1月24日 | 2007年1月24日 | コンゴ共和国     |
| 5  |          | ジョン・アジェクム・クフォー           | 2007年1月30日 | 2008年1月31日 | ガーナ           |
| 6  |          | ジャカヤ・キクウェテ                   | 2008年1月31日 | 2009年2月2日  | タンザニア       |
| 7  |          | ムアンマル・アル＝カッザーフィー       | 2009年2月2日  | 2010年1月31日 | リビア           |
| 8  |          | ビング・ワ・ムタリカ                   | 2010年1月31日 | 2011年1月31日 | マラウイ         |
| 9  |          | テオドロ・オビアン・ンゲマ             | 2011年1月31日 | 2012年1月29日 | 赤道ギニア       |
| 10 |          | ヤイ・ボニ                             | 2012年1月29日 | 2013年1月27日 | ベナン           |
| 11 |          | ハイレマリアム・デサレン               | 2013年1月27日 | 2014年1月30日 | エチオピア       |
| 12 |          | ムハンマド・ウルド・アブデルアズィーズ | 2014年1月30日 | 2015年1月30日 | モーリタニア     |
| 13 |          | ロバート・ムガベ                       | 2015年1月30日 | 2016年1月30日 | ジンバブエ       |
| 14 |          | イドリス・デビ                         | 2016年1月30日 | 2017年1月30日 | チャド           |
| 15 |          | アルファ・コンデ                       | 2017年1月30日 | 2018年1月28日 | ギニア           |
| 16 |          | ポール・カガメ                         | 2018年1月28日 | 2019年2月10日 | ルワンダ         |
| 17 |          | アブドルファッターフ・アッ＝シーシー   | 2019年2月10日 | 2020年2月9日  | エジプト         |
| 18 |          | シリル・ラマポーザ                     | 2020年2月9日  | 2021年2月6日  | 南アフリカ共和国 |
| 19 |          | フェリックス・チセケディ               | 2021年2月6日  | 2022年2月5日  | コンゴ民主共和国 |
| 20 |          | マッキー・サル                         | 2022年2月5日  | 2023年2月18日 | セネガル         |
| 21 |          | アザリ・アスマニ                       | 2023年2月18日 | 2024年2月17日 | コモロ           |
| 22 |          | モハメド・ウルド・ガズワニ             | 2024年2月17日 | 2025年2月15日 | モーリタニア     |
| 23 |          | ジョアン・ロウレンソ                   | 2025年2月15日 | 現職          | アンゴラ         |

## 平和維持部隊

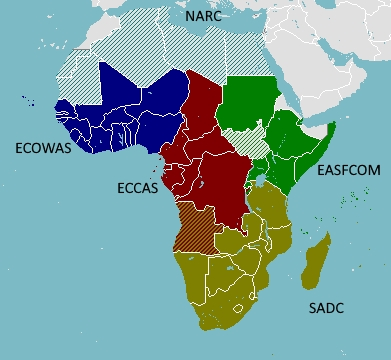
アフリカ待機軍制度の5地域

アフリカ連合では紛争の勃発した各国における調停を積極的に行っているほか、アフリカ統一機構時代の反省から、加盟国への軍事介入が可能となっている。これに基づいて、まず安保理決議1564を根拠として民族紛争の続いているスーダン西部のダルフールに2004年にアフリカ連合ダルフール派遣団が派遣された。

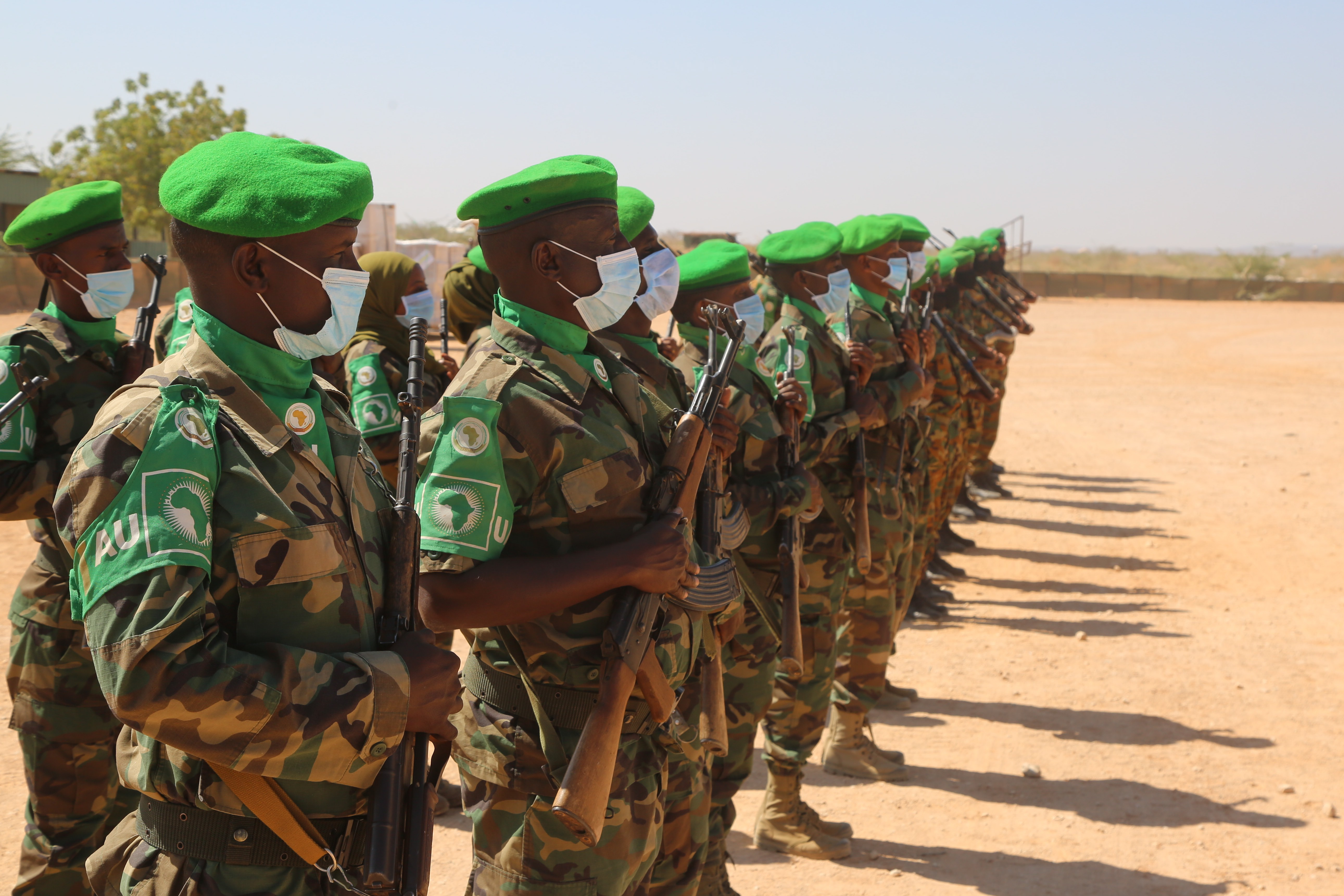
緑色のベレー帽、スカーフ、腕章を身に着け整列するAMISOMの要員

2007年1月30日に閉幕したアフリカ連合首脳会議においてはソマリアへの国際平和維持部隊派遣が可決され、ソマリア駐留アフリカ連合平和維持部隊（AMISOM）が派遣された。2007年7月31日には国際連合安全保障理事会決議1769が可決され、派遣団は国際連合アフリカ連合ダルフール派遣団へと引き継がれた。これは国連と地域機構が共同で行う初の平和維持活動であった。国連平和維持軍は水色のヘルメットとベレー帽なのに対してアフリカ連合の平和維持部隊は特徴的な緑色のヘルメットとベレー帽で親しまれている。
2008年3月25日には、コモロ政府の支配下から離れ独自の政府を立てていたアンジュアン島のバカル大統領に対し、コモロ連合軍とアフリカ連合軍が共同で軍を派遣してバカル政権を打倒した。このほかにも、政権が崩壊し極度の政情不安が続いている中央アフリカにも中央アフリカ支援国際ミッション（MISCA）としてフランスと共同で軍を派兵している。また、西アフリカで勢力を拡大しているボコ・ハラムに対抗するため、2015年1月30日にはアフリカ連合は周辺のカメルーン、チャド、ニジェール、ナイジェリア、ベナンの5か国による7500人の部隊結成を提唱した。

## アフリカ合衆国構想
アフリカ合衆国の構想は、アフリカ諸国連合の創設者でもあるガーナの初代大統領クワメ・エンクルマが初めて提案し、現在でも議論されている。このアフリカ連合の発足は、その構想へ向けた動きでもあり、現在のアフリカ連合本部前には金色のエンクルマの像が配置されている。
アフリカ連合は、統一に向けた3段階を示している。1つめは、統一政府が特に責任を負うことになる分野及び資金調達の方法を決め、市民に対して宣伝する。2つめは、憲法の起草とアフリカ中央銀行の設立。そして、3つめは、憲法の採択及びアフリカ政府の選挙を行う。というものである。しかし、2015年までにとされており、「2015年という期限は短すぎるのではないか」という意見や、「各国主権を奪われることになる」「市民参加の機会が十分与えられていない」といった批判があり、話が先へ進んでいない。2007年の第9回首脳会議でも、アフリカ合衆国の建設に関しても議論された。そこでリビアのムアンマル・アル＝カッザーフィー大佐は統一国家の早期建設を主張した。カッザーフィー大佐は、長年精力的にアフリカ統一国家創設へ向けた提言をしていた人物である。 しかし、ナイジェリアのヤラドゥア大統領が、アフリカ合衆国建設の話より先に、国内の問題を優先的に解決すべきだと主張したほか、多数の国が消極的な意見を述べた。アフリカ諸国には国内に部族間の紛争や内乱、飢餓など問題を多く抱えている国が多数あり、アフリカ合衆国の話は、個々の問題が片付いた後に検討すべきだと言うのが大方の見方である。
もし統一国家が成立すれば、面積はロシアより大きく世界第1位、人口はインドと中華人民共和国に次ぐ第3位という、超巨大国家となる。

## 移動の自由
2018年、アフリカ連合は自由移動制度を採択した。この制度は、アフリカ連合域内の国の間での人々の自由な移動を認めている。
人々の自由な移動、居住の権利、法人設立の権利に関して、アフリカ経済共同体を設立する条約の議定書の第14条は、労働者の自由な移動についても議論として触れている
。アフリカ連合はまた、アフリカのための移民政策枠組（MPFA、Migration Policy Framework for Africa）を制定している。
アフリカ連合では、人々や集団の強制的な移住についても議論の焦点の一つとなっており、30カ国以上が世界で唯一の国内難民に焦点を当てた大陸規模の条約であるカンパラ条約を批准している。
2016年より、アフリカ連合は大陸全体でのパスポートを導入した。

## アフリカの日
アフリカ統一機構が1963年5月25日に発足したことを記念して、加盟国の中には5月25日か5月中の1日を「アフリカの日」として国民の休日に定めている国がある。2013年5月25日には前身のアフリカ統一機構創設から50周年を迎えることとなり、加盟各国の首脳がアディスアベバの本部に集まって盛大な記念式典が挙行された。

## 首脳会議
- 第14回定期首脳会議（2010年1月31日 - 2月2日までの3日間の日程）
  - 1月31日、エチオピアの首都アディスアベバで、「アフリカにおける情報とコミュニケーションの技術　－発展のための課題と展望」をテーマに3日間の日程で開幕した。冒頭、AUのジャン・ピン委員長が、アフリカ地域が域外地域との共同を強めて国際社会で積極的な役割を果たすために情報・コミュニケーション技術の導入が不可欠だと挨拶した。そして、ピン委員長は、ソマリアやスーダンでの内紛集結に向けた和解の重要性を訴え、特に選挙が国民の政治参加を助け、内紛解決に貢献していると述べた。国連事務総長パン・ギムンは「アフリカ問題は最優先課題」と強調した。EUの代表としてスペインのサパテロ首相は、EUとAUの関係強化を表明するとともに、過去に欧州諸国がアフリカ住民を奴隷として搾取した問題に触れ、アフリカの発展を阻害したとして謝罪した。[101]
  - 2月2日、決議を採択して閉幕した。決議は、域内の民主主義の問題、経済問題、域外諸国の交流などについて言及。また、2009年9月に開催された第2回アフリカ・南米サミットを歓迎し、2009年11月の第4回中国アフリカ共同フォーラム、韓国アフリカ・フォーラムでの各合意の実施への訴え。任期1年の新議長は、マラウィのムタリカ大統領[102]。
- 特別首脳会議（2010年7月26日）
  - ウガンダの首都カンパラで開催。ソマリアへの平和維持部隊増強で合意した。ソマリアではイスラム原理主義勢力の攻勢が強まっている。
- 第18回定期首脳会議（2012年1月29日 - 30日）
  - 新本部ビルの落成式典後に、同ビル内で開催。
- 特別首脳会議（2013年10月12日）
  - 国際刑事裁判所との関係について議論するために、自国大統領が訴追されたケニアの要請で招集[103]。アフリカ人ばかりが狙い撃ち訴追されているとの不満が諸国にある。

| セッション                                                                                 | 開催国           | 開催都市                 | 開催日                         | テーマ                                                                  | ノート                                              |
| ------------------------------------------------------------------------------------------ | ---------------- | ------------------------ | ------------------------------ | ----------------------------------------------------------------------- | --------------------------------------------------- |
| 第36回                                                                                     | エチオピア       | アディスアベバ           | 2023年2月18日–2月19日          |                                                                         |                                                     |
| 第35回                                                                                     | エチオピア       | アディスアベバ           | 2022年2月5日–2月6日            |                                                                         |                                                     |
| 第34回                                                                                     | エチオピア       | アディスアベバ           | 2021年2月6日–2月7日            |                                                                         |                                                     |
| 第33回                                                                                     | エチオピア       | アディスアベバ           | 2020年2月9日–2月10日           | 銃声を鎮める：アフリカの発展のための環境づくり                          | 2020年7月にアフリカ大陸自由貿易協定の運用開始の合意 |
| 第12回アフリカ連合（AU）非常議会「アフリカ大陸自由貿易協定（AfCFTA）に関する特別サミット」 | ニジェール       | ニアメ                   | 2019年7月4日–2019年7月8日      | 「アフリカにおける難民、帰還民、国内避難民に対する持続可能な解決策へ」  | アフリカ大陸自由貿易協定の開始                      |
| 第32回                                                                                     | エチオピア       | アディスアベバ           | 2019年2月10日–2019年2月11日    | 「アフリカにおける難民、帰還民、国内避難民に対する持続可能な解決策へ」  |                                                     |
| 第11回アフリカ連合（AU）非常議会「アフリカ大陸自由貿易協定（AfCFTA）に関する特別サミット」 | エチオピア       | アディスアベバ           | 2018年11月5日–2018年11月18日   |                                                                         | アフリカ連合委員会の再編成に関する合意              |
| 第31回                                                                                     | モーリタニア     | ヌアクショット           | 2018年6月25日 – 2018年7月2日   | 汚職との戦いに勝利する：アフリカ変革の持続可能な道                      |                                                     |
| 第10回アフリカ大陸自由貿易協定（AfCFTA）非常会議                                           | ルワンダ         | キガリ                   | 2018年3月17日 – 2018年3月21日  | アフリカ単一市場を産み出す                                              | AfCFTAに関する合意に達する                          |
| 第30回                                                                                     | エチオピア       | アディスアベバ           | 2018年1月22日 – 2018年1月29日  | 汚職との戦いに勝利する：アフリカ変革の持続可能な道                      |                                                     |
| 第29回                                                                                     | エチオピア       | アディスアベバ           | 2017年6月27日 – 2017年7月4日   | 若者への投資を通じて民主主義的決定力を活用する                          |                                                     |
| 第28回                                                                                     | エチオピア       | アディスアベバ           | 2017年1月22日 – 2017年1月31日  | 若者への投資を通じて民主主義的決定力を活用する                          |                                                     |
| 第27回                                                                                     | ルワンダ         | キガリ                   | 2016年7月10日 – 2016年7月18日  | 2016年：女性の権利に特に焦点を当てたアフリカ人権の年                    |                                                     |
| 第26回                                                                                     | エチオピア       | アディスアベバ           | 2016年1月21日 – 2016年1月31日  | 2016年：女性の権利に特に焦点を当てたアフリカ人権の年                    |                                                     |
| 第25回                                                                                     | 南アフリカ共和国 | ヨハネスブルグ           | 2015年6月7日 – 2015年6月15日   | アフリカのアジェンダ2063に向けた女性のエンパワメントと開発の年          |                                                     |
| 第24回                                                                                     | エチオピア       | アディスアベバ           | 2015年1月21日 – 2015年1月31日  | アフリカのアジェンダ2063に向けた女性のエンパワメントと開発の年          |                                                     |
| 第23回                                                                                     | ギニア           | マラボ                   | 2014年6月20日 – 2014年7月1日   | 農業と食糧安保の年                                                      |                                                     |
| 第22回                                                                                     | エチオピア       | アディスアベバ           | 2014年1月21日 – 2014年1月31日  | 農業と食糧安保の年、包括的アフリカ農業開発プログラム（CAADP）導入10周年 |                                                     |
| 第21回                                                                                     | エチオピア       | アディスアベバ           | 2013年5月19日 – 2013年5月27 日 | 汎アフリカ主義とアフリカ・ルネッサンス                                  |                                                     |
| 第20回                                                                                     | エチオピア       | アディスアベバ           | 2013年1月21日 – 2013年1月28 日 | 汎アフリカ主義とアフリカ・ルネッサンス                                  |                                                     |
| 第19回                                                                                     | エチオピア       | アディスアベバ           | 2012年7月9日 – 2012年7月16 日  | アフリカ域内貿易振興                                                    |                                                     |
| 第18回                                                                                     | エチオピア       | アディスアベバ           | 2012年1月23日 – 2012年1月30 日 | アフリカ域内貿易振興                                                    |                                                     |
| 第17回                                                                                     | 赤道ギニア       | マラボ                   | 2011年6月23日 – 2011年6月30 日 | 若者のエンパワメントと持続的開発                                        |                                                     |
| 第16回                                                                                     | エチオピア       | アディスアベバ           | 2011年1月24日 – 2011年2月3日   | 価値の共有による大いなる連合と統合に向けて                              |                                                     |
| 第15回                                                                                     | ウガンダ         | カンパラ                 | 2010年7月19日 – 2010年7月27 日 | アフリカにおける母性・乳児・児童の健康と育成                            |                                                     |
| 第14回                                                                                     | エチオピア       | アディスアベバ           | 2010年1月25日 – 2010年2月3 日  | アフリカにおける情報通信技術（ICT）：発展への課題と期待                 |                                                     |
| 第13回                                                                                     | リビア           | シルテ                   | 2009年6月24日 – 2009年7月3 日  | 経済成長と食糧安保のための農業への投資                                  |                                                     |
| 第12回                                                                                     | エチオピア       | アディスアベバ           | 2009年1月25日 – 2009年2月3日   | アフリカにおけるインフラ開発                                            |                                                     |
| 第11回                                                                                     | エチオピア       | アディスアベバ           | 2008年6月24日 – 2008年7月1日   | 水と衛生におけるミレニアム開発目標達成について                          |                                                     |
| 第10回                                                                                     | エジプト         | シャルム・エル・シェイク | 2008年1月21日 – 2008年1月31日  | アフリカの産業開発                                                      |                                                     |
| 第9回                                                                                      | エチオピア       | アディスアベバ           | 2007年6月24日 – 2007年7月2日   | 連合政府についての大いなる討論                                          |                                                     |
| 第8回                                                                                      | エチオピア       | アディスアベバ           | 2007年1月22日 – 2007年2月1日   | 1. 科学・技術・研究開発 2. アフリカにおける気候変動                     |                                                     |
| 第7回                                                                                      | ザンビア         | リビングストン           | 2006年6月26日 – 2006年7月4日   | 地域経済共同体と地域統合の合理化                                        |                                                     |
| 第6回                                                                                      | スーダン         | クルドファン州ニヤラ     | 2006年1月16日 – 2006年1月24日  | 教育と文化                                                              |                                                     |
| 第5回                                                                                      | エチオピア       | アディスアベバ           | 2005年7月1日 – 2005年7月2日    |                                                                         |                                                     |
| 第4回                                                                                      | ナイジェリア     | アブジャ                 | 2005年1月24日 – 2005年1月30日  |                                                                         |                                                     |
| 第3回                                                                                      | モザンビーク     | マプト                   | 2004年7月4日 – 2004年7月12日   |                                                                         |                                                     |
| 第2回                                                                                      | エチオピア       | アディスアベバ           | 2003年7月7日 – 2003年7月15日   |                                                                         |                                                     |
| 第1回                                                                                      | エジプト         | シャルム・エル・シェイク | 2002年6月30日 – 2002年7月12日  |                                                                         |                                                     |